# جيف هنتر
جيف هنتر (بالإنجليزية: Geoff Hunter)‏ (27 أكتوبر 1959 بكينغستون أبون هال في المملكة المتحدة - 3 يونيو 2022) هو لاعب كرة قدم بريطاني في مركز الوسط. لعب مع بورت فايل ومانشستر يونايتد ونادي ريكسهام ونادي كرو ألكساندرا.

## وصلات خارجية
- جيف هنتر على موقع قاعدة بيانات كرة القدم.إي يو (الإنجليزية)